# Mook en Middelaar
Mook en Middelaar est une commune néerlandaise située à l'extrémité nord de la province de Limbourg. Couvrant une superficie de 18,81 km2 dont 1,43 km2 d'eau, elle compte 7 806 habitants lors du recensement de 2019.

## Géographie

### Situation

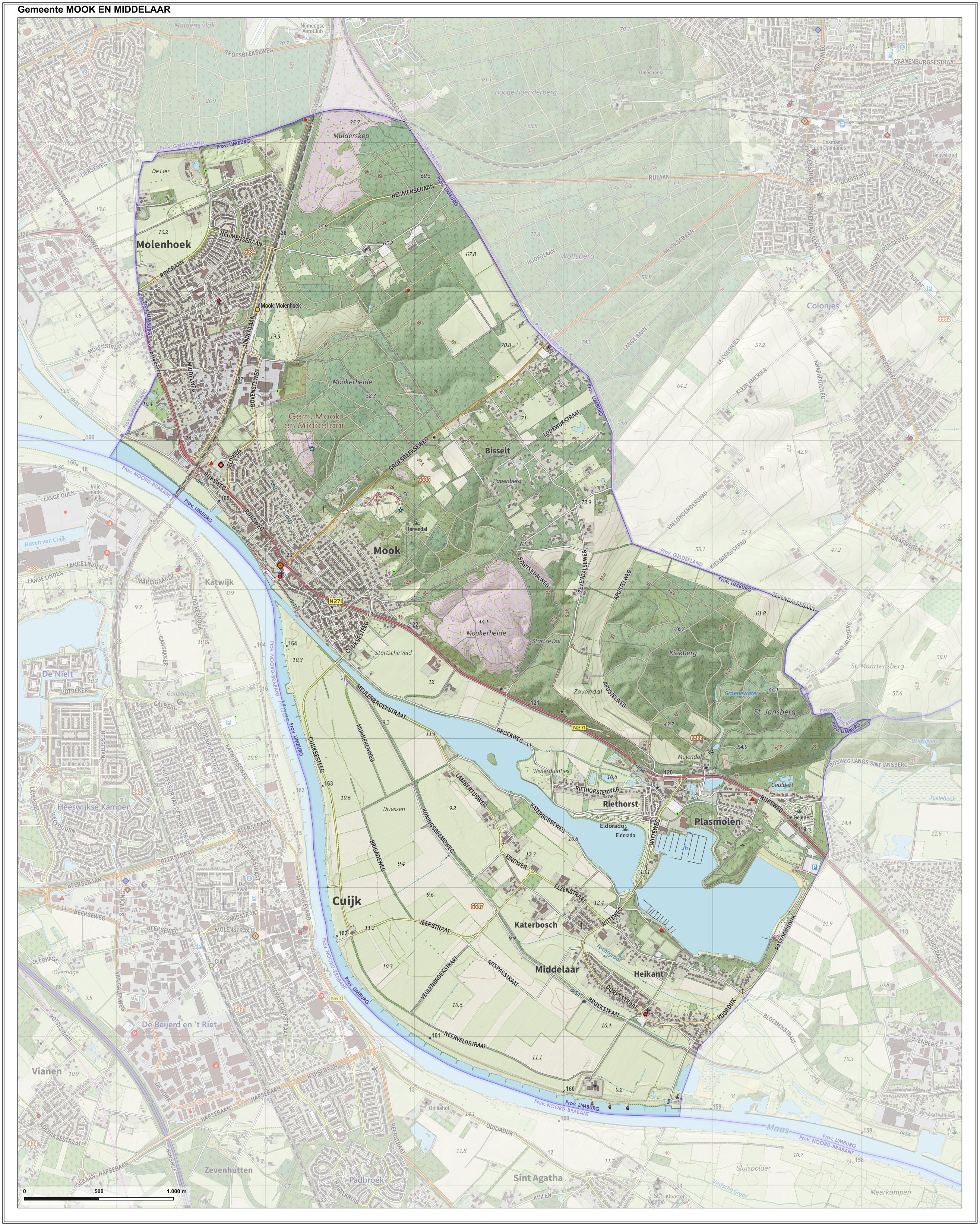
Carte topographique de la commune datant de 2019.

Mook en Middelaar est bordée au nord-ouest par Heumen, au nord-est par Berg en Dal (ces dernières se trouvant en province de Gueldre), au sud-est par Gennep et au sud-ouest par Cuijk, au Brabant-Septentrional, la Meuse marquant la délimitation provinciale.

### Localités
La commune est composée des villages de Middelaar, Molenhoek (où siègent les treize conseillers municipaux), Mook et Plasmolen. Elle comprend également les hameaux de De Bisselt, Heikant, Katerbosch et Riethorst.